# 25. Sinfonie (Haydn)
Die Sinfonie C-Dur Hoboken-Verzeichnis I:25 komponierte Joseph Haydn um 1760/61. Das Werk fällt durch seine ungewöhnliche Satzabfolge auf.

## Allgemeines

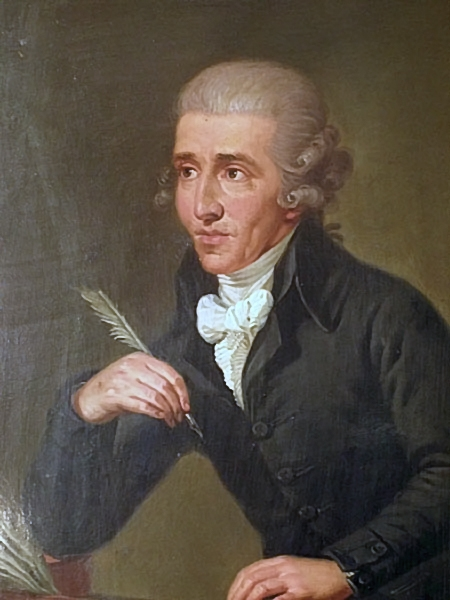
Joseph Haydn (Gemälde von Ludwig Guttenbrunn, um 1770)

Die Sinfonie Hoboken-Verzeichnis I:25 komponierte Joseph Haydn um 1760/61. Das Werk nimmt innerhalb der Sinfonien Haydns eine Sonderstellung ein: Zum einen ist es weder im so genannten „Entwurfkatalog“ noch in Haydns Werkverzeichnis von 1805 enthalten. Dieses sind wichtige Dokumente, um die Echtheit von Haydns Autorschaft zu prüfen. Es wurden daher gelegentlich Zweifel geäußert, ob die Sinfonie überhaupt von Haydn stammt. Inzwischen gilt seine Autorschaft jedoch als hinlänglich gesichert. Zum anderen ist die Satzfolge ungewöhnlich: Das Adagio ist ein Mittelding zwischen eigenständigem Satz und Einleitung. Aufgrund der relativen Kürze und des Charakters wurde vermutet, dass es sich bei der Sinfonie möglicherweise um ein Vorspiel zu einer Kantate oder einem Bühnenwerk gehandelt hat.
Nach Michael Walter versucht Haydn hier zum ersten Mal, in den Ecksätzen einen Zusammenhang durch ähnliche musikalische Ideen herzustellen (beide Sätze beginnen mit Motiven in halben Noten und in beiden Sätzen fängt die Durchführung ebenfalls in halben Noten versetzt zwischen den Violinen an).

## Zur Musik
Besetzung:  zwei Oboen, zwei Hörner, zwei Violinen, Viola, Cello, Kontrabass. Zur Verstärkung der Bass-Stimme wurde damals auch ohne gesonderte Notierung ein Fagott eingesetzt. Über die Beteiligung eines Cembalo-Continuos in Haydns Sinfonien bestehen unterschiedliche Auffassungen.
Aufführungszeit:  ca. 15 Minuten (je nach Einhalten der vorgeschriebenen Wiederholungen)
Bei den hier benutzten Begriffen der Sonatensatzform ist zu berücksichtigen, dass dieses Schema in der ersten Hälfte des 19. Jahrhunderts entworfen wurde (siehe dort) und von daher nur mit Einschränkungen auf ein um 1760 komponiertes Werk übertragen werden kann. – Die hier vorgenommene Beschreibung und Gliederung der Sätze ist als Vorschlag zu verstehen. Je nach Standpunkt sind auch andere Abgrenzungen und Deutungen möglich.

### Erster Satz: Adagio – Allegro molto
Adagio: C-Dur, 4/4-Takt, Takt 1 bis 23
Das Adagio beginnt ernst im Pianissimo der Streicher mit der Andeutung einer Fuge: Ein Motiv mit aufstrebender Sexte und in Synkopen fallender Linie tritt bei instabiler Tonart versetzt zwischen den Violinen und dem Bass auf. Im weiteren Verlauf spielt es in seiner vollständigen Form jedoch keine Rolle mehr, das folgende Geschehen hat mehr theaterhaften Gestus: In Takt 7 schwenkt der Charakter abrupt in eine bewegte Passage mit Forte-Piano-Kontrasten und Tonartenwechseln, Takt 12/13 bringt ein neues Motiv mit echohafter Moll-Wiederholung im Piano, Takt 14/15 greifen die aufstrebende Sexte vom Satzanfang im Unisono auf, diese verharrt jedoch auf einer Fermate. Die anschließende ernste, ruhige Passage erinnert an den barocken Satzanfang. Mit einer Folge von Trillerfiguren kommt das Geschehen auf der Dominante G-Dur (die vorher schon dreimal erreicht war) zur Ruhe.
Allegro molto: C-Dur, 2/4-Takt, Takt 24 bis 187
Das Allegro molto stellt mit „seinem beschwingten, divertimentohaften Duktus“ einen starken Kontrast zum Adagio dar. Der Satz ist bis auf das kurze zweite Thema, eine abgesetzte Figur nur für die Violinen, durchweg forte gehalten. Das erste Thema mit Hornfanfare basiert auf Dreiklangsmelodik, die Überleitung zum zweiten Thema enthält aus dem ersten Thema abgeleitete auftaktige Floskeln unter Tremolo und aufstrebende Unisono-Figuren. Die Schlussgruppe ist durch absteigende Akkorde in halben Noten und die wiederholte Wendung aus aufsteigendem Tremolo und kadenzierendem Motiv geprägt.
Die Durchführung fängt nicht wie sonst üblich mit dem ersten Thema an, sondern als fallende c-Moll – Linie der versetzt spielenden Violinen. Als Scheinreprise tritt in Takt 94 der Kopf vom ersten Thema auf. Die folgende längere Passage (beginnend mit einer an den Beginn des Adagios erinnernden Synkopenlinie) in a-Moll enthält neues Material: Begleitet vom Tremolo der 1. Violine, spielen Oboen, Viola und Bass einerseits sowie 2. Violinen andererseits im Dialog. Weiterhin folgt ein Abschnitt mit den auftaktigen Floskeln, den aufstrebenden Unisonofiguren und – unterlegt von einem Orgelpunkt auf der Dominante G – das zweite Thema.
Die Reprise ist gegenüber der Exposition etwas variiert und verkürzt, indem die Passage mit den Auftaktfloskeln ausgelassen wird. Exposition sowie Durchführung und Reprise werden wiederholt.

### Zweiter Satz: Menuet
C-Dur, 3/4-Takt, mit Trio 50 Takte
Das Menuett hat durch seine punktierten Rhythmen, die Triolen und Triller einen barocken, zeremoniell-höfischen Charakter. Im ersten Teil sind die Violinen parallel geführt. Zu Beginn des zweiten Teils imitieren 1. Oboe und 1. Violine die Stimme der  2. Oboe und 2. Violine.
Das Trio steht ebenfalls in C-Dur. Im ersten Teil spielen die solistischen Hörner und Oboen einen Frage-Antwort – Dialog. Im zweiten Teil führen sie zunächst gemeinsam zunächst das thematische Material fort. Das Wiederaufgreifen des ersten Teils beschränkt sich auf dessen „Frage“ der Hörner, die nun teilweise auf beide Instrumente verteilt ist, und eine kadenzierende Schlusswendung. Die Streicher begleiten im Pizzicato.

### Dritter Satz: Presto
C-Dur, 2/4-Takt, 113 Takte

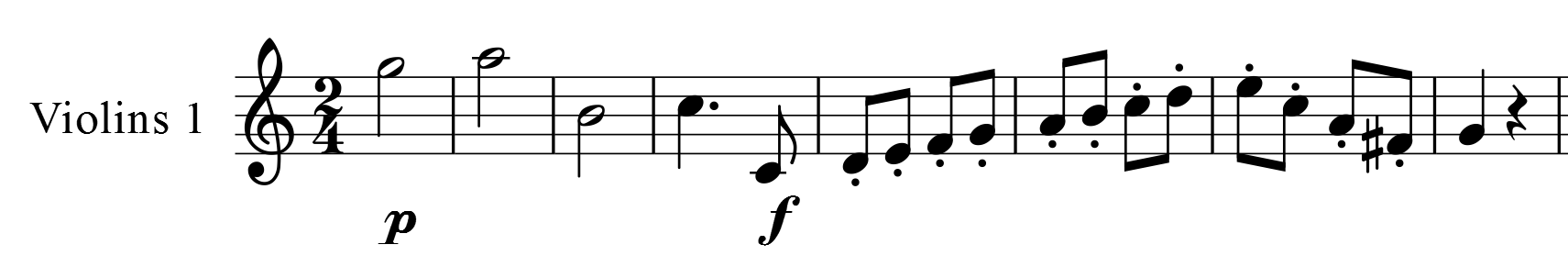
Beginn des Presto mit dem Viernotenmotiv und dem Staccato-Tonleitermotiv

Der Satz fängt mit einem Kontrastthema aus Piano-Viernotenmotiv in halben Noten (Streicher mit versetztem Einsatz der Violinen und Viola / Bass) und Staccato-Tonleitermotiv im Unisono (Oboen und Streicher) in Achteln an. Das Viernotenmotiv erinnert dabei an ähnliche Motive der Schlusssätze in den Sinfonien Nr. 3 und Nr. 13. In Takt 8 wird das Motiv als Erweiterung mit unterlegten Achteln im Bass wiederholt. Synkopen, rasante Läufe und Tremolo führen zur Schlussgruppe, die aus einem auftaktigen Frage-Antwort – Motiv besteht, wiederum mit versetztem Einsatz zwischen Ober- und Unterstimmen.
Die Durchführung beginnt (wie im Allegro molto) mit dem Viertonmotiv im versetzten Einsatz der Violinen und wiederholt es nochmals mit Gegenbewegung der Violinen. Die anschließende c-Moll – Passage enthält ein Oboenmotiv, das an Wolfgang Amadeus Mozarts Ouvertüre zum Oratorium La Betulia liberata erinnert.
In der Reprise ab Takt 57 erscheint das Anfangsthema sogleich mit den Bläsern, versetzt zwischen Ober- und Unterstimmen und mit der Achtelbegleitung zusammen. Zudem ist es um ein neues Motiv mit Tonrepetition und Triller ausgedehnt. Auch die Schlussgruppe ist um einen Einschub des Viertonmotivs erweitert. Exposition sowie Durchführung und Reprise werden wiederholt.